# کوه جیمی سیمپسون
کوه جیمی سیمپسون (به انگلیسی: Mount Jimmy Simpson) یک کوه در کانادا است که در آلبرتا واقع شده‌است. کوه جیمی سیمپسون ۲٬۹۶۶ متر بالاتر از سطح دریا واقع شده‌است.